# Altair

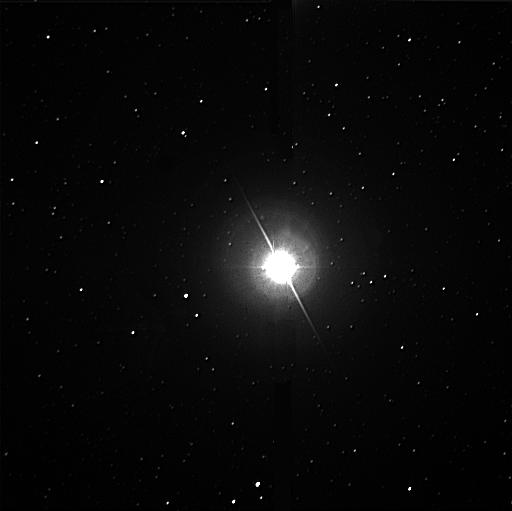
Altair.

Altair (Alpha Aquilae  / Alpha Aql / α Aquilae / α Aql / Atair) este cea mai strălucitoare stea din constelația Vulturul și a douăsprezecea de pe întreg cerul nopții. Este o stea de tipul A cu o magnitudine aparentă de 0,77, fiind una din cele trei stele care formează Triunghiul de Vară alături de Deneb și Vega. Este situată la 16,8 ani lumină de Pământ. Are raza de cca. 1,63-2,03 R☉, temperatura de 6.900-8.500 K și magnitudinea aparentă 0,77.

## Etimologie
Denumirea Altair este utilizată încă din epoca medievală. Este o abreviere a frazei arăbești النسر الطائر, an-nasr aṭ-ṭā’ir (română Vulturul zburător). Termenul Al Nesr Al Tair apare în catalogul Al Achsasi Al Mouakket, fiind tradus în latină ca Vultur Volans.

## În cultura populară
- A Far Sunset  de Edmund Cooper